# 大垣市立川並中学校
大垣市立川並中学校（おおがきしりつ かわなみちゅうがっこう）は、かつて岐阜県大垣市にあった公立中学校。

## 概要
- 校区は大垣市南部（旧・安八郡川並村）であった。1967年、江東中学校と統合し、江並中学校の新設により廃校。
- 校舎は1955年までの川並小学校の東に隣接していた。
- 廃校後、校舎は1968年3月迄、江並中学校川並教室として使用された。

## 沿革
- 1946年（昭和21年） - 学制改革により新制中学校の設置が決まる。川並村は揖斐川に沿って細長い形をしていることもあり、北部（小泉・直江）は三城村と和合村の学校組合[注釈 2]、中部（古宮、米野）は大垣市安井地区、南部（深池・牧・難波野・今福）は洲本村と浅草村の学校組合[注釈 3]に合流する計画であったが、川並村単独で中学校を新設することに決定する。
- 1947年（昭和22年）4月 - 川並村立川並中学校として開校。川並小学校の校舎の一部を仮校舎とする[注釈 4]。
- 1948年（昭和23年）
  - 　4月 - 川並小学校の東の隣接地に校舎が完成。
  - 10月1日 - 川並村が大垣市に編入される。同時に大垣市立川並中学校に改称する。
  - 10月1日 - 牧村の一部（馬瀬地区[注釈 5]）が大垣市に編入される。同時に大垣市立川並中学校の校区に加わる。
- 1967年（昭和42年）3月 - 江東中学校と統合し、江並中学校の新設により廃校。江並中学校校舎未完成のため、川並中学校校舎は江並中学校川並教室となる。
- 1968年（昭和43年）3月 - 川並教室を廃止。